# George Vance Murry

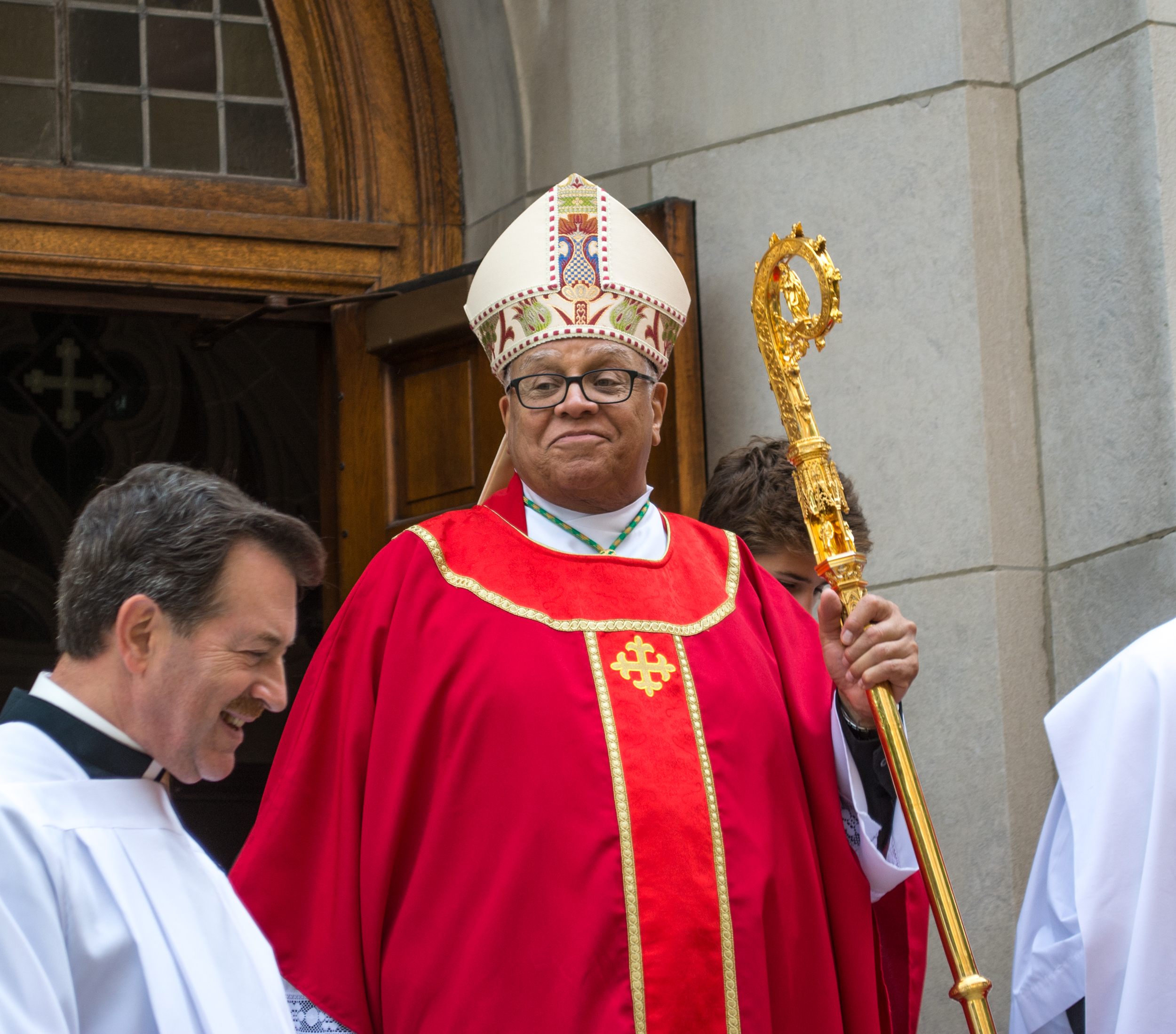
Bischof George Vance Murry (2018)

Bischofswappen von George Vance Murry

George Vance Murry SJ (* 28. Dezember 1948 in Camden, New Jersey; † 5. Juni 2020 in New York City) war ein US-amerikanischer Ordensgeistlicher und römisch-katholischer Bischof von Youngstown.

## Leben
George Vance Murry, Konvertit der African Methodist Episcopal Church, trat 1972 der Ordensgemeinschaft der Jesuiten bei und empfing nach seiner theologischen Ausbildung am 9. Juni 1979 die Priesterweihe. Er studierte an der Jesuit School of Theology in Berkeley, Kalifornien, und wurde in amerikanischer Kulturgeschichte an der George Washington University in Washington, D.C. promoviert. Er war in administrativen Funktionen an zwei High Schools in Washington, D.C. sowie als Professor für Amerikanistik an der Georgetown University und als stellvertretender Vizepräsident für akademische Angelegenheiten an der University of Detroit Mercy in Detroit, Michigan, tätig.
Papst Johannes Paul II. ernannte ihn am 24. Januar 1995 zum Weihbischof in Chicago und Titularbischof von Fuerteventura. Die Bischofsweihe spendete ihm der Erzbischof von Chicago, Joseph Louis Kardinal Bernardin, am 20. März desselben Jahres; Mitkonsekratoren waren Alfred Leo Abramowicz, Weihbischof in Chicago, und Timothy Joseph Lyne, emeritierter Weihbischof in Chicago. Als Wahlspruch wählte er Christ my Light (Christus mein Licht).
Am 5. Mai 1998 wurde er zum Koadjutorbischof von Saint Thomas auf den Jungferninseln ernannt. Mit dem Rücktritt Elliot Griffin Thomas’ am 29. Juni 1999 folgte er diesem als Bischof von Saint Thomas nach. Am 30. Januar 2007 wurde er durch Papst Benedikt XVI. zum Bischof von Youngstown ernannt und am 28. März desselben Jahres in das Amt eingeführt.
Murry starb im Alter von 72 Jahren Anfang Juni 2020 im Memorial Sloan Kettering Cancer Center in New York an den Folgen einer im April 2018 diagnostizierten Leukämie.

## Einzelnachweis
1. ↑  „Bishop Murry of Youngstown dies after stepping down due to leukemia“ auf catholicnewsagency.com vom 5. Juni 2020, abgerufen am 6. Juni 2020 (englisch)

| Vorgänger             | Amt                                | Nachfolger               |
| --------------------- | ---------------------------------- | ------------------------ |
| Elliot Griffin Thomas | Bischof von Saint Thomas 1999–2007 | Herbert Armstrong Bevard |
| Thomas Joseph Tobin   | Bischof von Youngstown 2007–2020   | David Bonnar             |

| Personendaten    | Personendaten                                                                    |
| ---------------- | -------------------------------------------------------------------------------- |
| NAME             | Murry, George Vance                                                              |
| ALTERNATIVNAMEN  | Murry, George V.                                                                 |
| KURZBESCHREIBUNG | US-amerikanischer Ordensgeistlicher, römisch-katholischer Bischof von Youngstown |
| GEBURTSDATUM     | 28. Dezember 1948                                                                |
| GEBURTSORT       | Camden, New Jersey, Vereinigte Staaten                                           |
| STERBEDATUM      | 5. Juni 2020                                                                     |
| STERBEORT        | New York City, Vereinigte Staaten                                                |